# 自由射手和法国游击队
自由射手和法国游击队（法語：Francs-tireurs et partisans français，發音：[fʁɑ̃ tiʁœʁ e paʁtizɑ̃ fʁɑ̃sɛ]，缩写为FTPF），又译法国义勇军，是第二次世界大战期间法国共产党领导的反法西斯游击队。1941年10月，该组织成立。1944年2月，根据戴高樂的倡议，抵抗运动的各种武装力量联合成立了法国内地军，人数达50万並有馬里-皮埃爾·柯尼希將軍指揮。1944年10月，该组织事实上解散，大部分併入让·德·拉特尔·德·塔西尼将军领导的正规军。